# Contracted
Contracted o Contracted - Fase I (Contracted: Phase I) è un film del 2013 diretto da Eric England.
Film horror con soggetto e sceneggiatura scritti dallo stesso regista statunitense Eric England, che ne è anche il produttore.

## Trama
Un uomo ha dei rapporti sessuali con un cadavere all'interno di un obitorio che reca, appesa all’alluce, un’etichetta riportante il simbolo di rischio di contaminazione biologica.
Samantha cerca di chiamare la sua ex-fidanzata Nikki, senza riuscirci. Decide quindi di recarsi alla festa della sua amica Alicia per distrarsi dalla rottura che l'ha fatta soffrire molto. Al party viene continuamente osservata da un uomo, ma lei lo ignora. Due suoi amici, Riley e Zain, cercano di essere simpatici con lei, nascondendo il fatto che sono innamorati di lei. Contro il volere della ragazza, Alicia le fa bere quattro bicchieri di Vodka, facendola ubriacare. L'organizzatrice della festa mette poi in difficoltà Riley dicendogli davanti a metà degli invitati che non avrà alcuna speranza con la ragazza, visto che è lesbica. Samantha viene poi avvicinata da un uomo, B.J, che le offre un drink. La ragazza, sotto effetto di droghe, ha un rapporto sessuale con l'uomo in macchina.
Giorno 1: Samantha si risveglia il giorno dopo scombussolata e con dei vuoti di memoria. Parla con sua madre e le dice che ha un appuntamento con Nikki. La donna, nonostante sappia dell'omosessualità della figlia, non accetta le sue relazioni. All'appuntamento con Nikki, un uomo si avvicina a Samantha e dice che le è molto familiare. Tornata a casa ha una discussione con la madre riguardante il cenare in camera e il trasferirsi in hotel.
Giorno 2: Samantha si risveglia con le parti intime ricoperte di sangue. Quello che sembrano essere semplici mestruazioni si rivelano qualcosa di inconsueto quando il sangue incomincia a scorrere velocemente come se fosse stata ferita. Della pelle morta compare vicino all'addome e sul polso. Viene poi chiamata da Alicia che le rivela che la polizia sta cercando l'uomo senza capelli che è venuto alla festa. Al lavoro, Riley intende parlare con lei, ma Samantha lo snobba. Servendo alcuni clienti, la ragazza non sente alcune parole per via di un mal di testa e corre in bagno. Incominciando a capire che c'è qualcosa che non va decide di abbandonare il lavoro per andare da un dottore. Il medico di turno le rivela che il suo battito del cuore è stranamente lento, ma la guarda in maniera strana quando vede la pelle morta. Le cose per Samantha peggiorano quando Nikki non cede alla sua seduzione e quando Alice, nota che un occhio della ragazza è diventato rosso. La notte, Samantha perde un dente e incomincia a vomitare sangue.
Giorno 3: I capelli di Samantha incominciano a cadere e la madre nota qualcosa. Dopo una discussione, la ragazza intende recarsi dal dottore, ma George la chiama e la fa andare al lavoro. Qui, scopre che le sue unghie si staccano con facilità dalle dita e cadono nei piatti dei clienti, che urlano scandalizzati. Piena di vergogna se ne va dal lavoro e incontra Riley, ma riesce nuovamente a snobbarlo. Alicia la informa attraverso una telefonata che B.J. è stato arrestato dalla polizia ma che le forze dell'ordine stanno cercando tutti coloro che hanno avuto un contatto con lui. Il dottore quando vede Sam rimane sconvolto e crede che abbia qualche malattia sessuale. La donna si reca poi da Zain per drogarsi e rivela ad Alicia che ha avuto un rapporto sessuale con B.J. Dopo l'ennesima lite con la madre e con un uomo per l'iscrizione a un concorso, Samantha si reca da Nikki e la prega di aprire. La sua ex rivela che Alicia le ha detto tutto, le due incominciano a litigare e Samantha uccide Nikki strozzandola. Infuriata, Samantha si reca a casa di Alicia e, ritenendola responsabile della morte della ex ragazza, la uccide. Adesca poi Riley a casa della stessa vittima e ha un rapporto sessuale con lui: durante la copulazione dei vermi escono dalla sua vagina e terrorizzano il ragazzo che, probabilmente, rimane anch’egli contagiato. Delusa da tutte le persone che amava, Samantha chiama la madre e intende tornare a casa ma, a causa di dolori alla testa, subisce un incidente stradale.
Ancora viva dopo l'incidente, Samantha esce dalla macchina; sua madre, insieme ad alcuni passanti di turno e a dei poliziotti, la guardano mentre dà sfogo alla sua aggressività, essendosi trasformata in quello che sembra uno zombie. La madre chiede agli agenti di non sparare e la chiama a sé: Samantha si dirige verso di lei e la morde al collo, facendola urlare.

## Produzione
Secondo quanto dichiarato dal regista, il film è nato dall'esigenza di creare un'opera appartenente al sottogenere virus/infezioni che raccontasse tuttavia una storia "mai vista prima"; l'idea di parlare di un'infezione trasmessa per via sessuale nasce invece dalla volontà di inserire un elemento che potesse risultare familiare a qualsiasi spettatore.
Le idee riguardanti la vicenda personale della protagonista hanno riguardato anche la storia di una ragazza alle prese con la perdita della verginità e la storia di una ragazza straniera che subisce anche xenofobia, entrambe idee infine scartate in favore della vicenda di una ragazza che nutre dubbi circa la sua sessualità e ha da poco cambiato completamente il suo stile di vita.

## Distribuzione
Presentato per la prima volta il 7 luglio 2013 al Neuchâtel International Fantastic Film Festival, il film è stato distribuito nel mercato home video a partire da 18 marzo 2014.

## Accoglienza
Sull'aggregatore Rotten Tomatoes il film riceve il 53% delle recensioni professionali positive con un voto medio di 4,8 su 10 basato su 16 critiche, mentre su Metacritic ottiene un punteggio di 48 su 100 basato su 5 critiche.

## Sequel
Contracted: Phase II (2015), diretto da Josh Forbes